# Sopio Somjishvili
Sopio Somjishvili (en georgiano: სოფიო სომხიშვილი, 17 de marzo de 2000) es una deportista georgiana que compite en judo.
En los Juegos Europeos de Cracovia 2023 consiguió una medalla de oro en la prueba de equipo mixto. Ganó una medalla de oro en el Campeonato Europeo de Judo por Equipo Mixto de 2021.

## Palmarés internacional
| Juegos Europeos                     | Juegos Europeos         | Juegos Europeos | Juegos Europeos |
| Año                                 | Lugar                   | Medalla         | Categoría       |
| ----------------------------------- | ----------------------- | --------------- | --------------- |
| 2023                                | Krynica-Zdrój (Polonia) | Medalla de oro  | Equipo mixto    |
| Campeonato Europeo por Equipo Mixto |                         |                 |                 |
| Año                                 | Lugar                   | Medalla         | Categoría       |
| 2021                                | Ufá (Rusia)             | Medalla de oro  | Equipo mixto    |